# لیانا آقاجانیان
لیانا آقاجانیان (ارمنی: Լիանա Աղաջանյան؛ انگلیسی: Liana Aghajanian؛ ) روزنامه‌نگار ارمنی‌تبار اهل ایالات متحده آمریکا است. وی در زمینه‌های گزارش بلند، روایت داستان و بین‌المللی تخصص دارد.

## زندگی‌نامه
وی در تهران به دنیا آمد و در لس آنجلس، کالیفرنیا بزرگ شد. وی از فارغ‌التحصیل گشت. آثار آقاجانیان در نیویورک تایمز، بی‌بی‌سی، گاردین، نیوزویک، فارین پالیسی و Al Jazeera America منتشر شده است. در سال ۲۰۱۵ «second Write a House permanent writing residency» به آقاجانیان اعطاء شد.